# Soyaux
Soyaux es una localidad y comuna francesa, situada en el departamento francés de la Charente y en la región de Poitou-Charentes. Constituye prácticamente un suburbio de Angulema, la capital del departamento.

## Geografía == Administración
Alcalde desde marzo de 1989, es François Nebout, anteriormente independiente de derecha, después perteneciente a la UMP.

## Demografía
| 6 588 | 11 680 | 12 717 | 10 903 | 10 353 | 10 177 |
| Para los censos de 1962 a 1999 la población legal corresponde a la población sin duplicidades (Fuente: INSEE [Consultar]) |        |        |        |        |        |

## Lugares de interés y monumentos
Soyaux posee una bella iglesia románica que ha sido renovada en años recientes. Además, la ciudad posee un gran número de pilas y fuentes.